# Wahlkreis Triest (Camera dei deputati)
Der Wahlkreis Triest ist seit 2017 ein Wahlkreis (italienisch collegio elettorale) für die Wahl der Abgeordnetenkammer.

## Von 2017 bis 2020

### Wahlkreisgebiet
Zum Wahlkreis gehören 3 Gemeinden: Muggia, San Dorligo della Valle und Triest. 

### Wahlergebnisse

#### Parlamentswahl 2018
| Kandidaten               | Kandidaten          | Stimmen | %    | Listen                                      | Stimmen | %    |
| ------------------------ | ------------------- | ------- | ---- | ------------------------------------------- | ------- | ---- |
|                          | Renzo Tondogewählt  | 45.506  | 38,2 | Lega                                        | 24.949  | 20,9 |
| Forza Italia             | Renzo Tondogewählt  | 45.506  | 38,2 | 12.581                                      | 10,6    |      |
| Fratelli d’Italia        | Renzo Tondogewählt  | 45.506  | 38,2 | 6.939                                       | 5,8     |      |
| Noi con l’Italia – UDC   | Renzo Tondogewählt  | 45.506  | 38,2 | 1.037                                       | 0,9     |      |
|                          | Debora Serracchiani | 30.909  | 25,9 | Partito Democratico                         | 24.133  | 20,2 |
| +Europa                  | Debora Serracchiani | 30.909  | 25,9 | 5.432                                       | 4,6     |      |
| Italia Europa Insieme    | Debora Serracchiani | 30.909  | 25,9 | 740                                         | 0,6     |      |
| Civica Popolare          | Debora Serracchiani | 30.909  | 25,9 | 604                                         | 0,5     |      |
|                          | Vincenzo Zoccano    | 30.875  | 25,9 | Movimento 5 Stelle                          | 30.875  | 25,9 |
|                          | Fabio Omero         | 4.861   | 4,1  | Liberi e Uguali                             | 4.861   | 4,1  |
|                          | Gianluca Paciucci   | 1.850   | 1,6  | Potere al Popolo!                           | 1.850   | 1,6  |
|                          | Almerigo Esposito   | 1.203   | 1,0  | Italia agli Italiani (FN – FT)              | 1.203   | 1,0  |
|                          | Fabio Esposito      | 1.132   | 0,9  | CasaPound Italia                            | 1.132   | 0,9  |
|                          | Valentina Baldacci  | 1.009   | 0,8  | Il Popolo della Famiglia                    | 1.009   | 0,8  |
|                          | Davide Fiorini      | 454     | 0,4  | Per una Sinistra Rivoluzionaria (SRC – PCL) | 454     | 0,4  |
|                          | Flavio Venturi      | 401     | 0,3  | Partito Valore Umano                        | 401     | 0,3  |
|                          | Sergio Scarpel      | 279     | 0,2  | 10 Volte Meglio                             | 279     | 0,2  |
|                          | Daniela Peteani     | 230     | 0,2  | Siamo                                       | 230     | 0,2  |
|                          | Fabio Campanella    | 195     | 0,2  | Lista del Popolo per la Costituzione        | 195     | 0,2  |
|                          | Erika Furlani       | 108     | 0,1  | Patto per l’Autonomia                       | 108     | 0,1  |
|                          | Alfio Asero         | 103     | 0,1  | Rinascimento MIR                            | 103     | 0,1  |
|                          | Mauro Montone       | 93      | 0,1  | Blocco Nazionale per le Libertà             | 93      | 0,1  |
| Gesamt                   | Gesamt              | 119.208 | 100  |                                             | 119.208 | 100  |
|                          |                     |         |      |                                             |         |      |
| Ungültige Stimmen        | Ungültige Stimmen   | 3.485   | 2,8  |                                             |         |      |
| Wähler                   | Wähler              | 122.693 | 70,3 |                                             |         |      |
| Wahlberechtigte          | Wahlberechtigte     | 174.576 |      |                                             |         |      |
|                          |                     |         |      |                                             |         |      |
| Quelle: Innenministerium |                     |         |      |                                             |         |      |

## Seit 2020

### Wahlkreisgebiet
| Wahlkreise – Camera dei deputati – Friaul-Julisch Venetien | Wahlkreise – Camera dei deputati – Friaul-Julisch Venetien | Wahlkreise – Camera dei deputati – Friaul-Julisch Venetien |
| Provinz                                                    | Provinz                                                    | Gemeinden nach Provinzen ⮞ Wahlkreis                       |
| ---------------------------------------------------------- | ---------------------------------------------------------- | ---------------------------------------------------------- |
|                                                            | Provinz Gorizia (25 Gemeinden)                             | alle ⮞ Wahlkreis Triest                                    |
|                                                            | Provinz Pordenone (50 Gemeinden)                           | alle ⮞ Wahlkreis Pordenone                                 |
|                                                            | Provinz Triest (6 Gemeinden)                               | alle ⮞ Wahlkreis Triest                                    |
|                                                            | Provinz Udine (134 Gemeinden)                              | 97 ⮞ Wahlkreis Udine 37 ⮞ Wahlkreis Pordenone              |

Der Wahlkreis umfasst 31 Gemeinden:
- alle 6 Gemeinden der Provinz Triest;
- alle 25 Gemeinden der Provinz Gorizia.

### Wahlergebnisse

#### Parlamentswahl 2022
| Kandidaten                          | Kandidaten                   | Stimmen | %    | Listen                                                  | Stimmen | %    |
| ----------------------------------- | ---------------------------- | ------- | ---- | ------------------------------------------------------- | ------- | ---- |
|                                     | Massimiliano Panizzutgewählt | 73.124  | 42,3 | Fratelli d’Italia                                       | 47.665  | 27,5 |
| Lega per Salvini Premier            | Massimiliano Panizzutgewählt | 73.124  | 42,3 | 14.159                                                  | 8,2     |      |
| Forza Italia                        | Massimiliano Panizzutgewählt | 73.124  | 42,3 | 10.111                                                  | 5,8     |      |
| Noi Moderati                        | Massimiliano Panizzutgewählt | 73.124  | 42,3 | 1.189                                                   | 0,7     |      |
|                                     | Caterina Conti               | 53.035  | 30,6 | Partito Democratico – Italia Democratica e Progressista | 38.420  | 22,2 |
| Alleanza Verdi e Sinistra           | Caterina Conti               | 53.035  | 30,6 | 7.988                                                   | 4,6     |      |
| +Europa                             | Caterina Conti               | 53.035  | 30,6 | 5.923                                                   | 3,4     |      |
| Impegno Civico – Centro Democratico | Caterina Conti               | 53.035  | 30,6 | 704                                                     | 0,4     |      |
|                                     | Adriana Panzera              | 16.114  | 9,3  | Movimento 5 Stelle                                      | 16.114  | 9,3  |
|                                     | Daniela Rossetti             | 13.182  | 7,6  | Azione – Italia Viva                                    | 13.182  | 7,6  |
|                                     | Franco Zonta                 | 6.390   | 3,7  | Italexit per l’Italia                                   | 6.390   | 3,7  |
|                                     | Emma Agricola                | 4.361   | 2,5  | Italia Sovrana e Popolare                               | 4.361   | 2,5  |
|                                     | Silvia Di Fonzo              | 3.151   | 1,8  | Unione Popolare                                         | 3.151   | 1,8  |
|                                     | Marcello Di Finizio          | 2.694   | 1,6  | Vita                                                    | 2.694   | 1,6  |
|                                     | Maria Ambrosi                | 791     | 0,5  | Alternativa per l’Italia (PdF – Exit)                   | 791     | 0,5  |
|                                     | Paolo Corrado                | 193     | 0,1  | Noi di Centro – Europeisti                              | 193     | 0,1  |
| Gesamt                              | Gesamt                       | 173.035 | 100  |                                                         | 173.035 | 100  |
|                                     |                              |         |      |                                                         |         |      |
| Ungültige Stimmen                   | Ungültige Stimmen            | 6.893   | 3,8  |                                                         |         |      |
| Wähler                              | Wähler                       | 179.928 | 62,9 |                                                         |         |      |
| Wahlberechtigte                     | Wahlberechtigte              | 285.924 |      |                                                         |         |      |
|                                     |                              |         |      |                                                         |         |      |
| Quelle: Innenministerium            |                              |         |      |                                                         |         |      |